# Бурда (село)
Бурда (рум. Burda) — село у повіті Біхор в Румунії. Входить до складу комуни Будуряса.
Село розташоване на відстані 377 км на північний захід від Бухареста, 59 км на південний схід від Ораді, 85 км на захід від Клуж-Напоки, 141 км на північний схід від Тімішоари.

## Населення
За даними перепису населення 2002 року у селі проживали 413 осіб, усі — румуни. Усі жителі села рідною мовою назвали румунську.